# Psychopterys dipholiphylla
Psychopterys dipholiphylla är en tvåhjärtbladig växtart som först beskrevs av John Kunkel Small, och fick sitt nu gällande namn av W.R.Anderson och S.Corso. Psychopterys dipholiphylla ingår i släktet Psychopterys och familjen Malpighiaceae. Inga underarter finns listade i Catalogue of Life.